# Olešnice (ort i Tjeckien, lat 50,14, long 15,45)
Olešnice är en ort i Tjeckien. Den ligger i den centrala delen av landet, 70 km öster om huvudstaden Prag. Olešnice ligger 220 meter över havet och antalet invånare är 279.
Terrängen runt Olešnice är platt. Runt Olešnice är det ganska glesbefolkat, med 31 invånare per kvadratkilometer. Närmaste större samhälle är Chlumec nad Cidlinou, 1,8 km nordost om Olešnice. Omgivningarna runt Olešnice är en mosaik av jordbruksmark och naturlig växtlighet.